# صلاح حلبي
الفريق / صلاح محمد عطية حلبي (30 يناير 1937 - 26 أكتوبر 2014) قائد عسكري مصري، شغل منصب رئيس أركان حرب القوات المسلحة سابقاً. من مواليد دمنهور بمحافظة البحيرة. ومتزوج وله ابنان.

## حياته المهنية
- التحق بدورة أركان حرب، بالدورة الثامنة لكلية الحرب العليا
- التحق بالدورة الأولى بكلية الدفاع الوطني بالمراسلة
- شغل وظيفة قائد كتيبة مشاة
- رئيس مشروع العمليات بشعبة عمليات المنطقة الغربية العسكرية
- قائد لواء مشاة
- رئيس فرع التدريب والتفتيش بالأمانة العامة لوزارة الدفاع
- رئيس أركان فرقة مشاة
- قائد فرقة مشاة
- رئيس فرع التخطيط بهيئة عمليات القوات المسلحة
- رئيس أركان الجيش الثالث الميداني
- قائد الجيش الثالث الميداني
- قائد القوات المصرية في حرب تحرير الكويت
- رقي إلى رتبة فريق في أبريل 1991
- عُيّن رئيسا لأركان حرب القوات المسلحة في مايو 1991

## الأوسمة والأنواط والميداليات
- حصل على ميدالية الخدمة الطويلة والقدوة الحسنة
- نوط الواجب العسكري من الطبقتين الأولى والثانية
- نوط الخدمة الممتازة
- حصل على وسام عاصفة الصحراء
- وسام الجمهورية من الطبقة الأولى 1990